# دوريان عديم الجف
دوريان عديم الجف (الاسم العلمي: Durio exarillatus) هو نوع نباتي يتبع جنس الدوريان من فصيلة الخبازية.